# Nick George
Nicholas James George (* 25. September 1982 in Manchester, Greater Manchester) ist ein britischer Basketballspieler. Nach dem Studium in den Vereinigten Staaten spielte George als Profi insbesondere in Italien. Zuletzt war er bis 2012 bei den Lugano Tigers in der Schweizer Basketball-Nationalliga aktiv. Mit der britischen Nationalmannschaft nahm George an der EM-Endrunde 2009 teil.

## Karriere
Nachdem George für diverse Jugend- und Junioren-Auswahlmannschaften des englischen Basketballverbandes aktiv gewesen war, ging er 2002 zum Studium in die USA an die Virginia Commonwealth University, deren Hochschulmannschaft Rams damals in der Colonial Athletic Association der NCAA spielte. Unter Trainer Jeff Capel III erreichte George zusammen mit Domonic Jones nach einem zweiten Platz 2003 die Meisterschaft 2004 dieser Conference und die Qualifikation für landesweite Endrunde der NCAA, in der man jedoch gegen die Demon Deacons der Wake Forest University in der ersten Runde knapp mit einem Punkt Unterschied ausschied. Im Folgejahr gelang noch eine weitere Conference-Vizemeisterschaft zusammen mit Jamal Shuler, die jedoch nicht zur Qualifikation für die Endrunde reichte. In der ewigen Bestenliste der Rams rangiert George unter den Top Ten bei erzielten Punkten und Rebounds.
Nach dem Studium gelang George nicht der Sprung in die am höchsten dotierten US-Profiliga NBA und er unterschrieb 2006 einen Vertrag beim italienischen Meister aus Treviso. Hier konnte er sich jedoch nicht durchsetzen und wechselte nach gut drei Monaten im Januar 2007 in die zweite italienische Liga LegADue zum Verein Andrea Costa aus Imola. Hier bekam er zwar deutlich mehr Spielanteile, aber der Verein beendete die Spielzeit auf dem vorletzten Tabellenplatz und konnte die Klasse nur dank des Lizenzentzugs anderer Vereine halten.
In der folgenden Spielzeit 2007/08 spielte George für den spanischen Erstliga-Absteiger CB Lucentum aus Alicante, der in der zweiten spanischen Liga LEB Oro in der Abschlusstabelle den zweiten Platz belegte und in den Aufstiegs-Play-offs den Wiederaufstieg knapp verpasste. Die folgende Saison begann George beim französischen Erstligisten BCM Gravelines am Ärmelkanal, wo er jedoch nur bis Mitte Dezember 2008 blieb.
Im Dezember 2008 wechselte George erneut in die zweite italienische Liga. Bei Junior Libertas aus Casale Monferrato blieb er dann über das Saisonende hinaus. Nach jeweils vierten Plätzen in der Abschlusstabelle verpasste man 2009 und 2010 gegen den jeweiligen Sieger der Aufstieg-Play-offs die Qualifikation für die oberste Klasse. Nach Vergabe der Olympischen Spiele 2012 an die britische Hauptstadt London war mittlerweile eine britische Nationalmannschaft gebildet worden, die als Gastgeber automatisches Startrecht bei den Spielen haben sollte. 2008 wurde auch George in diese Auswahl berufen und konnte sich mit ihr erstmals für eine Europameisterschafts-Endrunde qualifizieren. Bei der EM-Endrunde 2009 wurde George jedoch kaum eingesetzt in den drei Spielen der ersten Runde, die allesamt gegen die späteren Halbfinalisten Slowenien, Spanien und Serbien verloren wurden.
In der Saison 2010/11 musste George wegen Kniebeschwerden komplett aussetzen, während seinem Verein Junior Casale der Aufstieg in die Serie A gelang. In der Saison 2011/12 wagte er ein Comeback beim italienischen Zweitliga-Aufsteiger aus Sant’Antimo, den er nach nur neun Einsätzen in Meisterschaftsspielen im Januar 2012 wieder verließ. Im März 2012 schloss er sich dem Schweizer Meister Lugano Tigers im italienischsprachigen Kanton Tessin an. Mit diesem Verein konnte er die Meisterschaft verteidigen und wurde in den vorläufigen Olympiakader der britischen Nationalmannschaft berufen. Nach einer erneuten Verletzung war jedoch seine Chance auf eine Teilnahme an den Olympischen Spielen dahin. Im Jahr 2013 gab er ein „Comeback“ bei den Giants aus seiner Geburtsstadt Manchester in der British Basketball League. Bald nach Saisonbeginn verließ der jedoch die Mannschaft und schloss sich dem Ligakonkurrenten Raiders aus Plymouth an.